# Обратное
Обратное (укр. Обратне) — село,
Темировский сельский совет,
Гуляйпольский район,
Запорожская область,
Украина.
Код КОАТУУ — 2321887003. Население по переписи 2001 года составляло 37 человек.

## Географическое положение
Село Обратное находится на берегу пересыхающей речушки с запрудами,
на противоположном берегу — село Темировка.

## История
- 1825 год — дата основания.